# Tiếp thị thời gian thực
Tiếp thị thời gian thực (tiếng Anh: Real-time marketing) là tiếp thị liên quan đến việc sử dụng dữ liệu được báo cáo tại một thời điểm cụ thể về khách hàng để các nhà tiếp thị có thể đưa ra quyết định dựa trên thông tin về những gì xảy ra trong thời điểm đó. Thay vì tạo ra một kế hoạch tiếp thị trước và thực hiện nó theo một lịch trình cố định, tiếp thị thời gian thực (RTM) giúp tạo ra một chiến lược tập trung vào các xu hướng hiện tại, có liên quan và phản hồi ngay lập tức đến khách hàng. Mục tiêu của tiếp thị thời gian thực là kết nối người tiêu dùng với sản phẩm hoặc dịch vụ mà họ cần ngay lúc đó, trong thời điểm cụ thể.

## Các đặc tính của tiếp thị thời gian thực[3][4][5]
- Tiếp thị thời gian thực mang đến khả năng tái thiết lập mối quan hệ với khách hàng bằng những thông điệp có liên quan, kịp thời và phù hợp hơn bằng cách cho phép các nhà tiếp thị sửa đổi thông điệp của họ sang một bối cảnh cụ thể phù hợp với nhu cầu, mong muốn của khách hàng, giúp tạo ra trải nghiệm khách hàng tốt hơn từ đó dẫn đến lòng trung thành (lợi ích thiết yếu của RTM) và cải thiện doanh số (lợi thế chính của RTM) tốt hơn cho Doanh nghiệp.
- Một trong những lợi ích của tiếp thị thời gian thực là tăng nhận thức và tương tác của khách hàng về thương hiệu của bạn. Bằng cách tạo ra các nội dung theo thời gian thực, dựa trên các sự kiện hoặc xu hướng hằng ngày được mọi người quan tâm, RTM sẽ giúp bạn thu hút sự chú ý của mọi người, giúp tăng tương tác giữa bạn với khách hàng.
- RTM giúp cải thiện tỷ lệ chuyển đổi. Với việc khách hàng nhận được thông điệp xác thực và phù hợp hơn, nhiều khả năng họ sẽ cảm thấy được kết nối với thương hiệu của bạn và từ sự tin tưởng này, khách hàng sẽ cảm thấy thoải mái hơn khi mua hàng.
- RTM cho phép các doanh nghiệp xác định khách hàng có thể trở thành những người ủng hộ trung thành với thương hiệu. Bằng cách sử dụng dữ liệu thời gian thực cho phép các thương hiệu thấy ai là người gắn kết với nội dung của bạn nhất hoặc ai có nhiều lượt theo dõi nhất trên phương tiện truyền thông xã hội. Khi các khách hàng này được xác định, họ sẽ được tiếp thị bằng những nội dung được cá nhân hóa và các dịch vụ riêng lẻ - để xây dựng trở thành một người ủng hộ trung thành với thương hiệu. Những cá nhân này có tiếng nói mạnh mẽ giữa các khách hàng của bạn và có khả năng ảnh hưởng đến ý kiến của rất nhiều đối tượng mục tiêu của bạn.

## Quy trình xây dựng chiến lược tiếp thị thời gian thực[2][6][7]

### Xác định các mục tiêu
- Xác định các mục tiêu RTM thực hiện. Bên cạnh đó, cần đảm bảo mục tiêu RTM đang đi cùng với mục tiêu chung của Doanh nghiệp của bạn, một thông điệp liên quan đến một chủ đề tuy nhiên nếu không phù hợp với hình ảnh thương hiệu cũng sẽ gây ra sự thất bại.

### Lắng nghe và thấu hiểu khách hàng
- Thành công phụ thuộc vào việc hiểu đối tượng của mình: họ là ai, họ đi đâu, họ quan tâm đến điều gì, họ cảm nhận thương hiệu như thế nào....
- Các công cụ lắng nghe giúp theo dõi cảm xúc, tình cảm, hành vi của khách hàng khi nó xảy ra. Liệu khách hàng có đang phàn nàn về việc không nhận được phản hồi? Phản hồi chậm? Mọi người đang bàn luận điều gì trong các cộng đồng bên ngoài Doanh nghiệp mình?

### Xây dựng nội dung
- Sau khi phân tích các thông tin từ nhóm khách hàng, các bạn bắt đầu xây dựng nội dung cho các hoạt động của Doanh nghiệp mình. Chìa khóa cho sự thành công trong xây dựng nội dung đó là tìm ra giao điểm giữa những gì có liên quan đến thương hiệu của bạn và những gì  phù hợp với nhu cầu của khách hàng tiềm năng của Doanh nghiệp bạn.
- Tuy nhiên cần lưu ý, các nội dung xây dựng của RTM cần phù hợp với định hướng chung của công ty về thông điệp, hình ảnh thương hiệu, mục tiêu chiến lược...

### Lựa chọnkênh truyền thông
- Chiến lược lựa chọn kênh truyền thông phụ thuộc vào một số yếu tố sau: các kênh nào nhóm đối tượng khách bạn của bạn được tìm thấy, các kênh chứa các nội dung được bàn luận liên quan đến các sản phẩm, dịch vụ tương tự của doanh nghiệp bạn, khả năng của doanh nghiệp trong việc xây dựng nhanh chóng các nội dung tiếp thị khách hàng phù hợp với các kênh đó...
- Chiến lược kênh truyền thông cũng cần phù hợp với đối tượng khách hàng mục tiêu, các chiến lược nội dung ban đầu và sự thay đổi trong hành vi sử dụng phương tiện truyền thông của người dùng...

### Đánh giá các rủi ro từ RTM
- Các RTM có đi đúng với chiến lược marketing hoặc sản phẩm, dịch vụ của doanh nghiệp hay không?
- Khi bạn đề cập sản phẩm, dịch vụ của doanh nghiệp trong 1 hoạt động, sự kiện, đảm bảo rằng nó phù hợp với nhu cầu khách hàng, đánh đúng vào cảm xúc của người xem.
- Các phản ứng cộng đồng cũng như các chỉ trích truyền thông xã hội thường xuyên xảy ra, yêu cầu doanh nghiệp phải luôn sẵn sàng chủ động các phương án giảm thiểu các rủi ro này.

### Đo lường và đánh giá kết quả
- Dựa vào các mục tiêu ban đầu của RTM để có thể đo lường hiệu quả của chiến dịch.
- Từ đó, có thể đánh giá hiệu quả và đưa ra các kinh nghiệm, bài học áp dụng cho các định hướng chiến lược về sau.

## Các yếu tố tạo nên thành công của 1 chiến lược tiếp thị thời gian thực[8][9][10]

### Có kế hoạch rõ ràng
- Thiết lập có kế hoạch chi tiết về nội dung, thời điểm và các phương tiện truyền thông mà bạn sẽ truyền tải các thông điệp cũng như các hoạt động thương hiệu của mình.
- Các kế hoạch cần được đưa ra một cách kỹ lưỡng, tạo được sự thống nhất với kế hoạch chung ban đầu giúp đạt hiệu quả cao nhất cho Doanh nghiệp.
- Đặc biệt, hãy giữ cho thông điệp của bạn được thống nhất, nếu không đối tượng mà thương hiệu muốn nhắm tới rất dễ bị hỗn loạn và không nhớ được hàng loạt các thông điệp không liên quan đến nhau.

### Quy trình
- Một quy trình làm việc thật trôi chảy, ăn khớp giữa các phòng ban với nhau sẽ tạo được các kế hoạch phản ứng với thị trường một cách nhanh nhất và hiệu quả nhất.
- Các phòng ban cần làm việc cùng nhau để lưu thông các dòng chảy về thực thi, quyết định và kiểm duyệt.

### Không chỉ là cácxu hướng
- Ngoài việc nắm bắt được các xu hướng hiện có, doanh nghiệp của bạn cần phân tích thói quen hay hành vi của nhiều nhóm người sử dụng các mạng xã hội khác nhau để tạo ra được những nội dung phù hợp, thông điệp đúng đắn cho từng đối tượng khách hàng này.
- Nên biết cách chọn lọc những thông tin phù hợp, nâng tầm chúng lên để quảng bá cho thương hiệu của mình

### Thời gian
- Muốn mọi người nhận thức và tham gia với doanh nghiệp, bạn cần phải căn thời gian chuẩn: đủ để thông điệp của bạn có thể diễn ra một cách tự nhiên nhất

## NGUỒN THAM KHẢO
1. ↑  "Real-time marketing".
2. 1 2  "Real - Time Marketing".
3. ↑  Ramya (ngày 10 tháng 5 năm 2017). "Digital Marketing Insights".
4. ↑  "Real time marketing".
5. ↑  "WHAT IS REAL-TIME MARKETING AND WHY IS IT IMPORTANT?".
6. ↑  Lieb, Rebecca. "Real-time marketing – How to do it right". Bản gốc lưu trữ ngày 14 tháng 8 năm 2020.
7. ↑  "Marketer's new choice: Benefits of Real-Time Marketing for your small business in nowadays". Bản gốc lưu trữ ngày 6 tháng 8 năm 2020.
8. ↑  Nicole, Fallon (ngày 29 tháng 1 năm 2019). "Real-Time Marketing: Making It Work for You". Bản gốc lưu trữ ngày 1 tháng 6 năm 2017.
9. ↑  "The Best And Worst Of Real-Time Marketing: 4 Lessons For Marketers". ngày 14 tháng 9 năm 2014.
10. ↑  "Powerful Tips on Real-Time Marketingới Real-time Marketing".